# Augusto Manzo
Augusto Manzo (Santo Stefano Belbo, 20 agosto 1911 – Alba, 25 settembre 1982) è stato un pallonista italiano.

## Carriera di atleta
Manzo fu uno dei pallonisti più vincenti della storia quindi diversi esperti lo reputano il più completo e forte giocatore di sempre considerando che gareggiava in pallapugno e pallone col bracciale ricoprendo costantemente il ruolo di battitore, che è il più importante e faticoso dei ruoli della squadra.
Nacque in una famiglia di pallonisti, difatti con i suoi tre fratelli formò una quadretta, ossia squadra, partecipando a certi tornei di professionisti della pallapugno. Si appassionò di pallapugno in età infantile e vinse il suo primo torneo quando era dodicenne.
Nel 1928 a Torino vinse il campionato giovanile. Vinse i titoli italiani nel 1932, 1933 e 1935, in una squadra di Torino, poi nel 1936 prestò servizio militare nei granatieri di Sardegna a Roma. Nel 1937 si trasferì a Livorno ingaggiato nel famoso sferisterio Marradi, poi modificato in arena, attratto dal più remunerativo pallone col bracciale e vi rimase per diverse stagioni assieme ai più famosi atleti del tempo; vinse il campionato in quello stesso anno a Macerata,   poi si confermò campione in un'altra squadra nel 1942 quando la partita finale si disputò a Rimini.
Nel dopoguerra, terminata la parentesi del bracciale con la chiusura di tanti sferisteri e la conseguente fine del professionismo, tornò in Piemonte dove, dal 1947 al 1951, vinse 5 titoli italiani consecutivi di pallapugno in una squadra di Alba.
Dopo il suo ritiro dall'attività agonistica a 52 anni, si calcola che Manzo abbia disputato almeno 3.500 partite di pallapugno e 1.500 di pallone col bracciale, aggiudicandosi centinaia di trofei, medaglie e coppe.
Svolse pure attività politica dal 1951 risultando eletto consigliere comunale di Alba come indipendente nella lista della Democrazia Cristiana.

## Il ricordo dei tifosi
Il 17 settembre 1982 Manzo restò gravemente ferito in un incidente automobilistico morendo pochi giorni dopo in ospedale ad Alba all'età di 71 anni. 
Di Manzo saranno certamente sempre ricordate la regolarità, l'intelligenza e lo stile di gioco, unitamente alla sua eccezionale forza d'animo, serenità di spirito e resistenza fisica.
Il 16 giugno 2007 ad Alba in piazza Monsignor L.M. Grassi fu posta la statua che ritrae il celebre campione nel momento della battuta.

## Statistiche
- 8 titoli italiani vinti in pallapugno
- 2 titoli italiani vinti in pallone col bracciale